# 松永大司
松永 大司（まつなが だいし、1974年7月3日 - ）は、日本の映画監督、脚本家、俳優。東京都世田谷区出身。

## 経歴
高校時代まではサッカー部に所属。大学卒業後、俳優としていくつかの作品に出演した後、2001年頃からミュージックビデオや映画のメイキングを手がけるようになる。2011年の「ピュ〜ぴる」で初監督。2011年、文化庁委託事業・若手映画作家育成プロジェクト「ndjc」に選ばれ、短篇映画「おとこのこ」を制作する。平成30年度新進芸術家海外研究制度により1年間ロサンゼルスに留学。

## 作品

### 映画
- ピュ〜ぴる（2011年3月26日公開） - 監督・撮影・編集[7]
- おとこのこ（2011年公開） - 監督・脚本・編集[8]
- アルクニ物語（2012年9月1日公開、監督・山本政志） - 助監督[9]
- かぞく（2012年11月17日公開） - 監督・脚本・編集[10]
- しば田とながお（2013年1月26日公開、監督・ヤン・イクチュン） - 監督助手[11]
- サンライズ・サンセット（2013年1月26日公開、監督・橋口亮輔） - 助監督[12]
- ゼンタイ（2013年5月25日公開、監督・橋口亮輔） - 助監督[13]
- MMA ドキュメンタリー HYBRID（2013年6月1日公開） - 監督[14]
- GOSPEL（2014年8月23日公開） - 監督[15]
- 死と恋と波と（2015年公開） - 監督・脚本[16]
- トイレのピエタ（2015年6月6日公開） - 監督・脚本[17]
- オトトキ（2017年11月11日公開） - 監督[18]
- ハナレイ・ベイ（2018年10月19日公開） - 監督・脚本・編集[19]
- Pure Japanese（2022年1月28日公開） - 監督[20]
- エゴイスト（2023年2月10日公開） - 監督・脚本[21]

### 短編映画
- ウタモノガタリ-CINEMA FIGHTERS project-「カナリア」（2018年6月22日公開）- 監督・脚本[22]
- その瞬間、僕は泣きたくなった-CINEMA FIGHTERS project-「On The Way」（2019年11月8日公開）[23]

### テレビ番組
- 裸にしたい男 竹野内豊（2012年10月6日・7日放送、NHK BSプレミアム） - 監督[24]
- 2020年 五月の恋（2020年6月2日 - 5日、WOWOW） - 監督[25]

### 配信番組
- 2020年 五月の恋（2020年5月28日 - 31日、YouTubeWOWOWオフィシャルチャンネル/WOWOWメンバーズオンデマンド）

## 出演

### 映画
- ウォーターボーイズ（2001年9月15日公開、監督・矢口史靖） - 出演[26]
- ハッシュ!（2002年4月27日公開、監督・橋口亮輔） - 出演[27]
- ロスト・ヴァージン やみつき援助交際/※別題 手錠（2002年9月27日公開、監督・サトウトシキ） - 出演[28]
- パルコフィクション Parco Fiction（2002年7月20日公開、監督・矢口史靖、鈴木卓爾） - 出演[29]
- 大阪のうさぎたち（2012年3月12日公開、監督・イム・テヒョン） - 出演[30]
- MATSUMOTO TRIBE（2017年4月15日 - 21日限定公開） - 出演[31]（本人役）[32]

## 人物

### 映画への興味と影響
- 幼少期から映画を観に行くことが好きだった[3]。
- 特に『ネバーエンディング・ストーリー』、『グーニーズ』、『ポリス・ストーリー/香港国際警察』等を鑑賞し、映画の世界を堪能した[3]。
- 中学校卒業の翌日には『いまを生きる』を鑑賞し、「映画って凄い」と強い衝撃を受け、映画の道に進む事を決意する[3]。

### 初監督作品『ピュ～ぴる』
- 映画に関わりたい一心で役者の道を選んだ。後に桝井省志から「発想がおもしろいから監督やってみたら」と言われ、試行錯誤の先に『ピュ～ぴる』を制作した[33]。
- 初監督作品『ピュ～ぴる』は友人の現代アーティスト、ピュ〜ぴるを2001年から2008年の８年間追ったドキュメンタリー映画で、15を超える映画祭から招待を受ける[3]。
- 『ピュ～ぴる』では約600本テープが撮影された。当時は編集の事を常に考え、1日に6〜7時間作業をしていた[34]。

### 映画制作への姿勢
- 自身の強みは「ドキュメンタリーを撮ってきたこと」と考えている[35]。
- 「役者が下手だ」と言われるがとても嫌で、「キチンと評価して欲しいのでその為には厳しいことも言う。優しくして今イチなモノになることは役者に申し訳がない」と語る[36]。
- 「映画は受け取り方が自由で良い、誰かの人生の何かに、いい力を与えられればいいな」と語る[37]。
- 「中途半端な優しさは時に人を幸せにしない」と語り、「妥協せずに徹底して行動することが結果的に皆への愛になる」と語る[38]。
- 「劇場の大きなスクリーンで、他のお客さんと一緒に映画を観る事でしか感じられないものが間違いなくある」と語る[3]。
- 「一人でも多く劇場に足を運んでくれることを切に願います」とも語る[3]。
- 俳優の鈴木亮平とはアルバイトがきっかけの20年近くの友人で、いつか俳優と監督として映画を撮ろうと約束をしていた[39]。
- 映画『エゴイスト』でそれが叶い、撮影初日の段取りの時に鈴木から『あの時のこと覚えてますか？俺たち、やりましたね』と囁かれる[39]。

### 監督としてのスタイル
- 監督としてのスタイルは「どう撮るかはカメラマンに任せるので、カメラマン次第で大きく変わる」と話す[40]。
- 撮影はドキュメンタリーのカメラのように撮る事を好み、役者の近くに寄って撮っていくことを重視する[41]。
- 役者を目指す人に向けては「日常をちゃんと過ごすこと。色んなものを見て、吸収して、学んだ方が良い」と語る[42]。

## 受賞歴
- 第20回新藤兼人賞 銀賞[43]
- 第56回日本映画監督協会新人賞[44]
- 第25回日本映画批評家大賞 新人監督賞[45]
- 第13回シネマ夢倶楽部表彰 推薦委員特別賞[46]
- 第14回千葉市芸術文化新人賞[47]
- 第37回ヨコハマ映画祭 新人監督賞[48]